# Rosa Weber
Pour les articles homonymes, voir Weber.
Rosa Maria Pires Weber, née le 2 octobre 1948 à Porto Alegre (Brésil), est une magistrate brésilienne. De 2011 à 2023, elle est membre du Tribunal suprême fédéral, qu'elle préside de 2022 à 2023.

## Biographie

### Études
Rosa Weber intègre la faculté de droit de l'université fédérale du Rio Grande do Sul en 1967. Elle achève cette formation en 1971, à la première place, avec les honneurs. Dans cette même université, elle suit un cours de préparation à la magistrature, en 1972, et sur le droit de travail, en 1974. Elle est professeur à la faculté de droit de l'université pontificale catholique du Rio Grande do Sul entre 1989 et 1990,.

### Débuts professionnels
En 1968, elle travaille pour le ministère de l'Éducation dans la ville de Porto Alegre. De 1974 à 1975, elle est assistante principale au secrétariat administratif de l'État de Rio Grande do Sul. De 1975 à 1976, elle est inspectrice du travail à l'Office régional du travail de l'État du Rio Grande do Sul.

### Magistrate en droit du travail
Elle entre dans la magistrature en 1976, sur concours public, comme juge en droit du travail suppléante. En 1991, elle est promue au deuxième degré de juridiction, devenant juge au Tribunal régional du travail de la 4e région. Elle occupe plusieurs postes administratifs, jusqu'à atteindre la présidence de cette cour entre 2001 et 2003,.
En 2005, elle est nommée par le président de la République Luiz Inácio Lula da Silva membre du Tribunal supérieur du travail (en). Sa candidature est approuvée en séance plénière du Sénat fédéral par 44 voix pour et 7 contre. Elle entre en fonction le 21 février 2006.

### Membre du Tribunal suprême fédéral
Le 8 novembre 2011, elle est nommée par la présidente de la République Dilma Rousseff pour remplacer Ellen Gracie Northfleet au Tribunal suprême fédéral (STF). Le Sénat approuve sa candidature par 57 voix pour, 14 contre et une abstention. Elle entre en fonction le 19 décembre 2011. Elle est la troisième femme à rejoindre la plus haute juridiction du Brésil, après Ellen Gracie et Cármen Lúcia, alors en fonction. Parmi celles-ci, Rosa Weber est la première magistrate de carrière.
Elle est membre du Tribunal supérieur électoral (en) de mai 2016 à mai 2020, et sa présidente du 14 août 2018 au 25 mai 2020.
Le 10 août 2022, elle est élue présidente du STF, prenant ses fonctions le 12 septembre de la même année. Une de ses premières actions est de faire condamner la pratique de l'amendement du rapporteur, qui s'est développée entre 2020 et 2022, comme inconstitutionnelle. Atteinte par la limite d'âge de 75 ans, elle quitte ses fonctions au STF en septembre 2023.

## Vie privée
Fille du médecin José Júlio Martins Weber et de l'éleveuse de bétail Zilah Bastos Pires, elle est mariée à Telmo Candiota da Rosa Filho, procureur à la retraite de l'État du Rio Grande do Sul, avec qui elle a deux enfants.